# Клайнкарлбах
Клайнкарлбах (нем. Kleinkarlbach) — община в Германии, в земле Рейнланд-Пфальц. 
Входит в состав района Бад-Дюркхайм. Подчиняется управлению Грюнштадт-Ланд.  Население составляет 904 человека (на 31 декабря 2010 года). Занимает площадь 2,70 км².